# Juhor ad-Dik
Juhor ad-Dik (àrab: جحر الديك, Juḥur ad-Dīk) és una vila palestina de la governació de Gaza, al sud de la ciutat de Gaza, al centre de la Franja de Gaza. Segons l'Oficina Central Palestina d'Estadístiques (PCBS), la vila tenia 3,200 habitants en 2006. En el cens de 1997 fett per la PCBS, els refugiats palestins hi eren el 72.3% de la població, que aleshores era de 2,275 habitants.
Tretze residents, inclosos almenys dos nens, van morir i divuit més van resultar ferits, alguns de gravetat, quan els tancs israelians van disparar contra una mesquita i dues cases al poble el 16 d'abril de 2008. Durant la invasió israeliana de la Franja de Gaza en 2008-09, les tropes israelianes i milicians palestins van lluitar amb freqüència a Juhor ad-Dik.